# Adenanthos oreophilus
Adenanthos oreophilus är en tvåhjärtbladig växtart som beskrevs av Ernest Charles Nelson. Adenanthos oreophilus ingår i släktet Adenanthos och familjen Proteaceae. Inga underarter finns listade i Catalogue of Life.